# Bahnhof Wuppertal-Beyenburg

Der Bahnhof Wuppertal-Beyenburg, auch bekannt als Beyenburger Bahnhof, war ein Bahnhof in der nordrhein-westfälischen Großstadt Wuppertal. Er befand sich an der 1886 eröffneten und in diesem Abschnitt Ende 1979 weitgehend stillgelegten Bahnstrecke der Wuppertalbahn der Bergisch-Märkischen Eisenbahn-Gesellschaft. Das als Baudenkmal geführte Empfangsgebäude ist noch vorhanden.

## Geschichte
Der Bahnhof wurde mit Eröffnung des Streckenabschnitts Dahlerau/Beyenburg am 1. November 1888 in Betrieb genommen, seinerzeit unter dem Namen Beyenburg. Als der Streckenabschnitt am 3. Februar 1890 bis nach Rauental verlängert wurde, stieg das Fahrgastaufkommen so stark an, dass der Bahnhof vergrößert werden musste. Unter anderem wurde ein Mittelbahnsteig mit Unterführung errichtet. In den frühen 1950ern wurde die Station in Wuppertal-Beyenburg umbenannt.
Das schieferverkleidete Fachwerkhaus des Empfangsgebäudes ist seit dem 1. Juli 1988 als Baudenkmal eingetragen. Seit 2006 ist das Grundstück im Eigentum der Stiftung trias und wird an verschiedene soziale Träger vermietet. In den Räumlichkeiten sind unter anderem das „Ita Wegman Berufskolleg“ sowie eine Wohngruppe des Porta e. V. untergebracht.